# Dietrich Lüdeke
Dietrich Lüdeke (* 31. Oktober 1932 in Berlin) ist ein deutscher Wirtschaftswissenschaftler und Hochschullehrer.

## Leben und Wirken
Dietrich Lüdeke studierte vom Sommersemester 1953 bis zum Sommersemester 1958 Volkswirtschaftslehre an der Freien Universität Berlin. Im Jahre 1958 legte dort die Prüfung zum Diplom-Volkswirt ab und arbeitete von 1959 bis 1963 als wissenschaftlicher Assistent am Institut für Statistik und Wirtschaftsmathematik der FU Berlin. Dort promovierte er 1962 zum Dr. rer. pol. 1963 wurde er Abteilungsleiter am Institut für Angewandte Wirtschaftsforschung in Tübingen. 1969 habilitierte er sich an der Eberhard Karls Universität Tübingen und erhielt die Lehrbefugnis für Ökonometrie und Wirtschaftstheorie. Noch im gleichen Jahr wurde er ordentlicher Professor an der Albert-Ludwigs-Universität Freiburg und Leiter der Abteilung für Statistik und Ökonometrie am dortigen Institut für Allgemeine Wirtschaftsforschung.
Seine Arbeitsschwerpunkte sind neben der Ökonometrie und Statistik die empirische Wirtschaftsforschung und Konjunkturanalyse bzw. -prognose.

## Veröffentlichungen (Auswahl)
- Schätzprobleme in der Ökonometrie. Identifikation und punktuelle Parameter- und Prognoseschätzung bei interdependenten Systemen. Physica-Verlag, Würzburg 1964 (Dissertation Freie Universität Berlin).
- Ein ökonometrisches Vierteljahresmodell für die Bundesrepublik Deutschland (= Schriftenreihe / Institut für Angewandte Wirtschaftsforschung Tübingen, Bd. 10). Mohr, Tübingen 1969 (Habilitationsschrift Universität Tübingen).
- Produktivitätsorientierte Lohnpolitik und ihre vermutlichen Wirkungen auf die wirtschaftliche Entwicklung in der BRD während des Zeitraums 1952–1966. Eine ökonometrische Analyse. In: Metrika, Bd. 17, Fasc. 1–2 (1971), S. 43–68.
- Strukturveränderungen des Investitionsverhaltens im Konjunkturverlauf. In: Jahrbücher für Nationalökonomie und Statistik, Bd. 188 (1974), H. 4, S. 289–319.
- (mit Wulfheinrich von Natzmer): Ein ökonomisches Halbjahresmodell für die Preisaggregate der Volkswirtschaftlichen Gesamtrechnung der BRD für den Zeitraum 1963–1973. In: Konjunkturpolitik, Bd. 21 (1975), H. 5/6, S. 337–387.
- (Mitautor): Ein ökonometrisches Vierteljahresmodell für den güterwirtschaftlichen und monetären Bereich der Bundesrepublik Deutschland (= Forschungsberichte aus dem Institut für Angewandte Wirtschaftsforschung, Serie B, Bd. 3). Tübingen 1979.
- Zur empischen Relevanz der Lohn-Preis-Spirale und der Lohn-Investitionsaversion. In: Joachim Frohn (Hrsg.): Empirische Wirtschaftsforschung.  Konzeptionen, Verfahren und Ergebnisse. Festschrift für Rolf Krengel aus Anlaß seines 60. Geburtstages. Duncker & Humblot, Berlin 1980, S. 213–236, ISBN 3-428-04694-3.
- (mit Joachim Fronia): Zur Importpreisabhängigkeit der wirtschaftlichen Entwicklung in der Bundesrepublik Deutschland (= Schriftenreihe / Institut für Angewandte Wirtschaftsforschung, Bd. 38). Mohr, Tübingen 1981, ISBN 3-16-344472-5.
- Freiburger and Tübinger quarterly econometric model for the Federal Republic of Germany. An overview. (= Beiträge zur Wirtschaftsforschung, Bd. 38). Institut für Angewandte Wirtschaftsforschung, Tübingen 1984.
- Forschung und Entwicklung als Determinanten des technischen Fortschritts im Unternehmenssektor der Bundesrepublik Deutschland. In: Tycho Seitz (Hrsg.): Wirtschaftliche Dynamik und technischer Wandel [Alfred E. Ott zum 60. Geburtstag]. Fischer, Stuttgart 1989, S. 115–130, ISBN 3-437-50326-X.
- (mit Wolfgang Hummel u. Thomas Rüdel): Das Freiburger Modell. Ein mittelfristiges ökonometrisches Vierteljahresmodell für die Bundesrepublik Deutschland mit Simulationen zur Arbeitszeitverkürzung und Steuerreform. Springer, Berlin 1989, ISBN 3-540-51455-4.
- (mit Siegfried Hauser u. Klaus Kammerer): Methodische und quantitative Grundlagen der Volks- und Betriebswirtschaftslehre. Eine Einführung. Rombach, Freiburg/Br. 1995, ISBN 3-7930-0767-7.
- Das Freiburger Modell. Erklärungs- und Prognosegüte sowie die Modellierung zeitvariabler Parameter und vereinigungsbedingter Effekte. In: Ulrich Heilemann (Hrsg.): Gesamtwirtschaftliche Modelle in der Bundesrepublik Deutschland. Duncker & Humblot, Berlin 1998, S. 47–60, ISBN 3-428-09572-3.